# Wilhelm-Morgner-Preis
Der Wilhelm-Morgner-Preis ist ein deutscher Kunstpreis, der inzwischen von der Stadt Soest, der Sparkasse SoestWerl und dem Kloster Paradiese an einen in Deutschland lebenden bildenden Künstler verliehen wird. Er ist mit 15.000 Euro dotiert. Der Preis wird seit 1953 alle drei Jahre ausgeschrieben. Er ehrt den 1891 geborenen und 1917 im Ersten Weltkrieg gefallenen Soester Expressionisten Wilhelm Morgner, der als herausragender Künstler des Expressionismus mit seiner Malerei die künstlerische Entwicklung des 20. Jahrhunderts entscheidend mit beeinflusst hat. Die Werke Morgners galten den Nazis als „entartet“, und 1937 wurde eine große Anzahl in der Aktion „Entartete Kunst“ beschlagnahmt und zumeist vernichtet.

## Preisträger
- 1953: Hermann Berges
- 1955: Gustav Deppe
- 1957: Irmgard Wessel-Zumloh
- 1959: Hans Kaiser
- 1963: Günter Drebusch
- 1965: Rudolf Vombek
- 1967: Ernst Hermanns
- 1969: Renate Weh
- 1973: Jobst Meyer
- 1977: Hans Peter Reuter
- 1981: Wolfgang Troschke
- 1987: Karl-Heinz Rusche
- 1991: Jürgen Meier
- 1995: Volker Sieben
- 2007: Hubertus Giebe
- 2010: Annedore Dietze
- 2013: Jae-Eun Jung
- 2016: Heike Negenborn
- 2019: Gerhard Rießbeck
- 2022: René Schoemakers